# Forks (Washington)
Forks é uma cidade do Condado de Clallam, no estado de Washington, nos Estados Unidos.  A população era de 3.532 no censo de 2010. A população era de 3.545 em 2012, segundo a estimativa do Instituto de Gestão Financeira. Forks é um destino popular para pescadores desportivos que pescam salmão e truta arco-íris em rios próximos. A cidade também recebe visitantes ao Olympic National Park.
A cidade ganhou popularidade ao ser cenário da Saga Crepúsculo, de Stephenie Meyer.

## Economia
Durante anos, a economia da cidade foi impulsionada pela indústria madeireira local. Com recentes declínios na indústria, a cidade teve de usar o Condado de Clallam como fonte de empregos.
Forks é um destino popular para pescadores desportivos, os quais buscam salmões e trutas-arco-íris em rios próximos.
Forks ficou famosa e tornou-se mais procurada pelos turistas depois de fazer parte das histórias de romance e aventura de Stephenie Meyer pertencentes à saga "Crepúsculo".

## Demografia
Segundo o censo norte-americano de 2010, a sua população era de 3 532 habitantes.
Em 2012, foi estimada, pelo Instituto de Gestão Financeira, uma população de 3 545.

## Geografia e clima
De acordo com o United States Census Bureau, tem uma área de
8,1 quilômetros quadrado, dos quais 8,1 km² cobertos por terra e 0,0 km² cobertos por água. Forks localiza-se a aproximadamente 93 metros acima do nível do mar. Forks tem um clima Oceânico e uma floresta temperado, com níveis de precipitação muito elevados. Embora haja tendência é secar no verão, a chuva ainda é abundante, mas não tão úmido como o resto do ano. A cidade possui uma médias de 212 dias por ano com algum tipo de precipitação. A Floresta de Olympic circunda a cidade.

## Localidades na vizinhança
O diagrama seguinte representa as localidades num raio de 72 km ao redor de Forks.